# Browns Point (Washington)
Browns Point es un área no incorporada ubicada en el condado de Pierce en el estado estadounidense de Washington.

## Geografía
Browns Point se encuentra ubicado en las coordenadas 47°18′21″N 122°26′38″O / 47.30583, -122.44389.